# Masliakha
|  | Per a altres significats, vegeu «Riu Masliakha». |

Masliakha (en rus: Масляха) és una localitat rural del krai de l'Altai, a Rússia, que el 2013 tenia 222 habitants. Es troba a la riba del riu homònim.